# Ilie Lăcătușu
Ilie Lăcătușu (n. 6 decembrie 1909, satul Crăpăturile, actualul sat Țepești, județul Vâlcea – d. 22 iulie 1983, București) a fost un membru al Mișcării Legionare, deținut politic și preot român, al cărui corp a fost descoperit în anul 1998 neputrezit.

## Biografie
Ilie Lăcătușu s-a născut la data de 6 decembrie 1909 în satul Crăpăturile (județul Vâlcea) (actualmente satul Țepești din comuna Tetoiu), fiind al doilea copil - din cei șapte - al soților Marin și Maria Lăcătușu, țărani simpli. Tatăl său era cântăreț bisericesc, ceea ce a dus la apropierea copilului de Biserică încă de la o vârstă destul de fragedă.
Dorindu-și să devină preot, după absolvirea școlii în satul natal, s-a înscris la Seminarul Teologic "Sfântul Nicolae" din Râmnicu-Vâlcea (1923-1930), ale cărui cursuri le-a absolvit cu Diploma de Virtute "pentru aptitudini sufletești care îl disting între colegii lui". Între anii 1930-1934, a studiat la Facultatea de Teologie din București, ale cărei cursuri le-a absolvit cu rezultate excelente. În acest timp, la data de 5 iulie 1931, s-a căsătorit cu învățătoarea Ecaterina Popescu, având cinci copii.
După absolvirea studiilor teologice, la data de 1 septembrie 1934, a fost hirotonit ca preot pe seama Parohiei Osica de Jos din județul Romanați, până la data de 1 noiembrie 1934, când a fost transferat ca preot-paroh în satul Buicești din județul Olt.
În anul 1942 este detașat în cadrul Misiunii Ortodoxe Române din Transnistria, propovăduind cuvântul Sfintei Evanghelii la Odessa și la Parohia Sersenița din județul Rîbnița. Și-a încheiat activitatea ca preot misionar în primăvara anului 1943, întorcându-se în țară, unde îl așteptau cei doi copii și o soție bolnavă.
La data de 19 iulie 1952, pr. Ilie Lăcătușu este arestat, trimis și încadrat în colonia de muncă M.A.I. Galeșu, la Canal, până în octombrie 1952 când a fost încadrat în colonia de muncă M.A.I. Peninsula, unde a făcut parte din "celebra brigadă a preoților". După un an, în septembrie 1953, din cauza înrăutățirii stării de sănătate, este mutat la închisoarea din Târgu Ocna, unde și-a trăit ultimele zile Valeriu Gafencu, supranumit „sfântul închisorilor”. Perioada sa de detenție de doi ani a fost executată „în baza deciziei administrative a M.A.I.”, fără să fi avut nici măcar o zi de condamnare.
Este eliberat la 26 aprilie 1954, revenind în slujba Bisericii la Parohia Buicești, unde a slujit până la data de 1 iulie 1959, când a fost din nou arestat și condamnat în baza unei sentințe administrative pentru cinci ani. În august 1955, familia Lăcătușu a pierdut și cel de-al patrulea copil. Ilie Lăcătușu fost trimis la muncă silnică în colonia Periprava din Delta Dunării, într-o formațiune în care a fost încadrat lotul preoților olteni. Aici l-a întâlnit pe părintele Iustin Pârvu. A fost eliberat din închisoare abia la data de 6 mai 1964, prin Ordinul M.A.I. nr. 502/1964, având calificarea de zidar, categoria a V-a. La data eliberării sale, starea sănătății sale era mult înrăutățită.
După ce a fost eliberat, i s-a stabilit domiciliu forțat la Bolintinu (raionul Titu), unde a fost obligat să lucreze ca zidar. Începând din 20 decembrie 1964, părintele Ilie Lăcătușu a slujit în parohia Gârdești (Protoieria Videle) din județul Teleorman, iar în anul 1970, este transferat în satul Cucuruzu din comuna Răsuceni (județul Giurgiu), de unde, la data de 11 ianuarie 1978, a fost pensionat la cerere.
Anii grei de închisoare i-au afectat foarte mult sănătatea și din acest motiv și-a petrecut sfârșitul vieții în spital. Aflat pe patul de spital, el a cerut ca soția sa, dacă aceasta va înceta din viață peste 15 ani, să fie îngropată lângă el.
Părintele Ilie Lăcătușu a trecut la cele veșnice după o grea suferință în data de 22 iulie 1983, pe un pat al Spitalului Panduri din București. Trupul părintelui nu a fost îmbălsămat, deoarece canoanele bisericești interzic acest lucru preoților de mir și monahilor. A fost înmormântat în cripta familiei din Cimitirul "Adormirea Maicii Domnului" din București.

## Deshumarea sa și pregătiri de canonizare
În septembrie 1998 a încetat din viață văduva părintelui Ilie Lăcătușu. Cu ocazia înmormântării sale, a fost deschis mormântul preotului.
La data de 29 septembrie 1998, după 15 ani de la trecerea în rândul celor drepți, trupul preotului Ilie Lăcătușu a fost găsit intact și răspândind bună mireasmă. Trupul neputrezit avea o greutate de 7–8 kg, fiind găsit în condițiile corespunzătoare sfintelor moaște: nestricăcios, frumos mirositor, uscat și ușor, pielea de culoarea alunului, păstrându-și dimensiunile și aspectul, pe care privindu-l nu provoacă spaimă, ci bucurie duhovnicească, dând impresia unui om care doarme.
În momentul descoperirii trupului neputrezit al părintelui Lăcătușu, Mihai Spirache, nepotul părintelui, l-a atins pe Ilie Lăcătușu, iar, timp de o săptămână, mâna dreaptă a lui Mihai Spirache și-a păstrat mirosul de smirnă, specific sfintelor moaște. "Nu eram singurul care simțeam acea mireasmă deosebită: și cei din jurul meu o remarcau!..." 
Rudele au lăsat timp de mai multe săptămâni trupul în contact cu aerul, acesta neafectând în nici un fel trupul părintelui.
Văzând aceasta, fiica părintelui Ilie Lăcătușu, Maria Sabina Spirache, singurul urmaș aflat atunci în viață, a înaintat la 5 octombrie 1998 un memoriu către Arhiepiscopia Bucureștilor despre această descoperire. Pe 16 iulie 1999, Biroul de presă al Patriarhiei Române și-a expus următoarea poziție cu privire la dosarul de canonizare al părintelui Ilie Lăcătușu: "Biserica n-a stabilit termeni, nici preciși, nici aproximativi, pentru verificarea sfințeniei. (...) Este însă prea adevărat că niciodată Biserica n-a pus vreo grabă deosebită în actele de canonizare, decât atunci când avalanșa pietății populare i-a impus aceasta. În cazul preotului Ilie Lăcătușu, Arhiepiscopia a luat cunoștință despre descoperirea trupului neputrezit. Calea canonizării impune însă multe etape și strădanii deosebite, așa cum s-a mai procedat".
Trupul părintelui a fost ținut în taină până la data de 27 februarie 2000, deoarece Patriarhia Bisericii Ortodoxe Române nu dăduse binecuvântare pentru a putea fi văzut.
Urmașii părintelui au solicitat preoților și ierarhilor din țară și de peste hotare să facă slujbe de dezlegare. Din data de 1 mai 1999, la Mănăstirea Frăsinei s-au făcut timp de 40 de zile, slujbe de dezlegare, după Sfânta Liturghie. Cu ocazia parastasului de un an de la deshumare (29 septembrie 1999), într-o atmosfera tainică, Prea Sfințitul Teodosie Snagoveanul, episcop-vicar al Arhiepiscopiei Bucureștilor, i-a citit o rugăciune arhierească de dezlegare pentru eventualele păcate mari sau anateme care ar împiedica trupul preotului să putrezească.
La 6 februarie 2000, Mitropolitul Serafim Joantă al Germaniei, Europei Centrale și de Nord, a oficiat o slujbă religioasă, însoțită de rugăciunile de dezlegare. Trupul a rămas în continuare neputrezit și, ca urmare, Patriarhia i-a deschis părintelui Ilie Lăcătușu un dosar de canonizare, dând binecuvântare pentru a se deschide cripta care adăpostește trupul acestuia.
La câteva luni de la descoperirea trupului neputrezit al părintelui Lăcătușu, pe postul național de televiziune, s-a difuzat filmul documentar "Semne", realizat de regizorul Cornel Ciomazga, în care a fost prezentată descoperirea.
Vestea aflării moaștelor părintelui Ilie Lăcătușu s-a răspândit în întreaga Românie, el fiind cinstit de către credincioși ca pe un sfânt. Prima icoană a Sfântului Ilie Mărturisitorul a fost pictată pe peretele exterior al bisericii Mănăstirii Petru Vodă, unde stareț era fostul său coleg de închisoare, arhimandritul Iustin Pârvu. Acesta petrecuse 17 ani de închisoare și, cunoscându-l pe părintele Ilie, a rămas profund impresionat de viața sa duhovnicească.
În prezent, moaștele părintelui Ilie Lăcătușu se află în cripta de la cimitirul "Adormirea Maicii Domnului" din cartierul bucureștean Giulești, unde fusese înmormântat. Trupul său neputrezit a fost pus într-un sicriu nou, din sticlă, pentru a putea fi văzut de oricine.
La 12 iulie 2024, sinodul BOR a aprobat canonizarea a 16 sfinți, printre care și Ilie Lăcătușu. Proclamarea canonizării noilor sfinți va avea loc în anul 2025, când Biserica Ortodoxă Română aniversează un secol de la recunoașterea statutului de Patriarhie.